# 福伊茨贝格附近凯纳赫
福伊茨贝格附近凯纳赫是奥地利施蒂利亚州沃茨伯格县的一个市镇。总面积34.44平方公里，总人口745人，人口密度21.6人/平方公里（2005年）。